# Hirschmannia viridis
Hirschmannia viridis is een mosselkreeftjessoort uit de familie van de Loxoconchidae. De wetenschappelijke naam van de soort werd in 1785 voor het eerst geldig gepubliceerd door Otto Friedrich Müller.